# Cinefantastique
Cinefantastique est un magazine américain spécialisé dans les films d'horreur, de fantasy et de science-fiction. Publié de 1967 à 2006, il a été relancé en 2009.

## Histoire
Le magazine a d'abord commencé comme un fanzine miméographié en 1967, puis a été relancé comme un trimestriel sur papier glacé imprimé en offset en 1970 par l'éditeur / rédacteur en chef Frederick S. Clarke.  Conçu comme un journal sérieux comprenant des critiques et dossiers sur des genres définis, le magazine s'est immédiatement distingué de ses concurrents comme Famous Monsters of Filmland et The Monster Times en raison de son papier lisse et de l'utilisation d'images de films en couleur. Les articles et les critiques de Cinefantastique mettaient l'accent sur une approche intelligente, quasi savante, une orientation alors inhabituelle pour un magazine aussi spécifique au genre. Les publicités étaient peu nombreuses, la plupart d'entre elles n'étant que des publicités pour d'autres titres et documents de l'éditeur. Cette absence de "remplissage de page" assurait au lecteur une forte proportion de contenu éditorial original.
Le magazine s'est rapidement fait connaître pour ses longs articles " rétrospectifs " remplis d'informations consacrés à tous les détails de la production de films classiques tels que Le Jour où la Terre s'arrêta (1951), La Guerre des mondes (1953) de George Pal, L'Homme qui rétrécit (1957) ou La Planète des singes (1968). Sur la base de la popularité de ces articles, Cinefantastique a commencé à produire d'énormes numéros doubles centrés sur des "Making-Of" complets sur des films tels que Vingt Mille Lieues sous les mers (1954) de Disney, Planète interdite (1954), Star Wars, Rencontres du troisième type (1977), Blade Runner, et The Thing (1982) . Le magazine a également consacré plusieurs numéros annuels aux films Star Trek et Star Trek : The Next Generation, Star Trek : Deep Space Nine et Star Trek : Voyager . De nombreux articles ont depuis été acceptés comme la source définitive d'informations sur la production concernant ces titres et d'autres genres.
Le magazine était chargé de présenter le travail de plusieurs écrivains qui ont continué à produire des travaux importants dans le domaine du cinéma, notamment Don Shay, Bill Warren, Tim Lucas, Mick Garris, Stephen Rebello, Steven Rubin, Dan Scapperotti, Dale Winogura, Jeffrey Frentzen ., Paul M. Sammon (qui a écrit le double numéro de Blade Runner et l'a ensuite transformé en un livre complet intitulé Future Noir ), Dan Fiebiger et Alan Jones.
Le 17 octobre 2000, en raison des complications d'une dépression clinique de longue date, Clarke s'est suicidé à l'âge de 51 ans,. La direction éditoriale a été brièvement assurée par le contributeur de longue date Dan Persons, jusqu'à ce que les droits de publication continue de Cinefantastique soient acquis par Mindfire Entertainment de Mark A. Altman, qui a officiellement renommé le magazine CFQ.
En novembre 2006, le rédacteur en chef de CFQ, Jeff Bond, a annoncé que le magazine "ferait une pause en 2007", promettant que dans un proche avenir, il reviendrait "de manière irrégulière pour des projecteurs approfondis et des numéros spéciaux". Le magazine a été remplacé par Geek Monthly, avec Bond à la barre.
Cinefantastique s'est relancé en tant que webzine en août 2007, appelé Cinefantastique Online, sous la supervision de l'ancien rédacteur en chef du magazine West Coast, Steve Biodrowski.
En 2009, Cinefantastique a été achetée par Fourth Castle Micromedia, une société basée à New York appartenant au vétéran du marketing de genre Joe Sena, et est devenue une marque déposée à 100%. Fourth Castle est connu pour sa marque EMCE Toys, dont les premières lignes de figurines "Retro Cloth" 8" étaient des reproductions de jouets MEGO classiques.
Fourth Castle a produit un one-shot, Cinefantastique Presents The Ultimate Guide To Zombies en 2012. Le magazine devait être relancé en 2015 et Biodrowski a continué à diriger Cinefantastique Online tandis que Dan Persons produisait des podcasts pour la publication. 